# St. Jakob (Köthen)

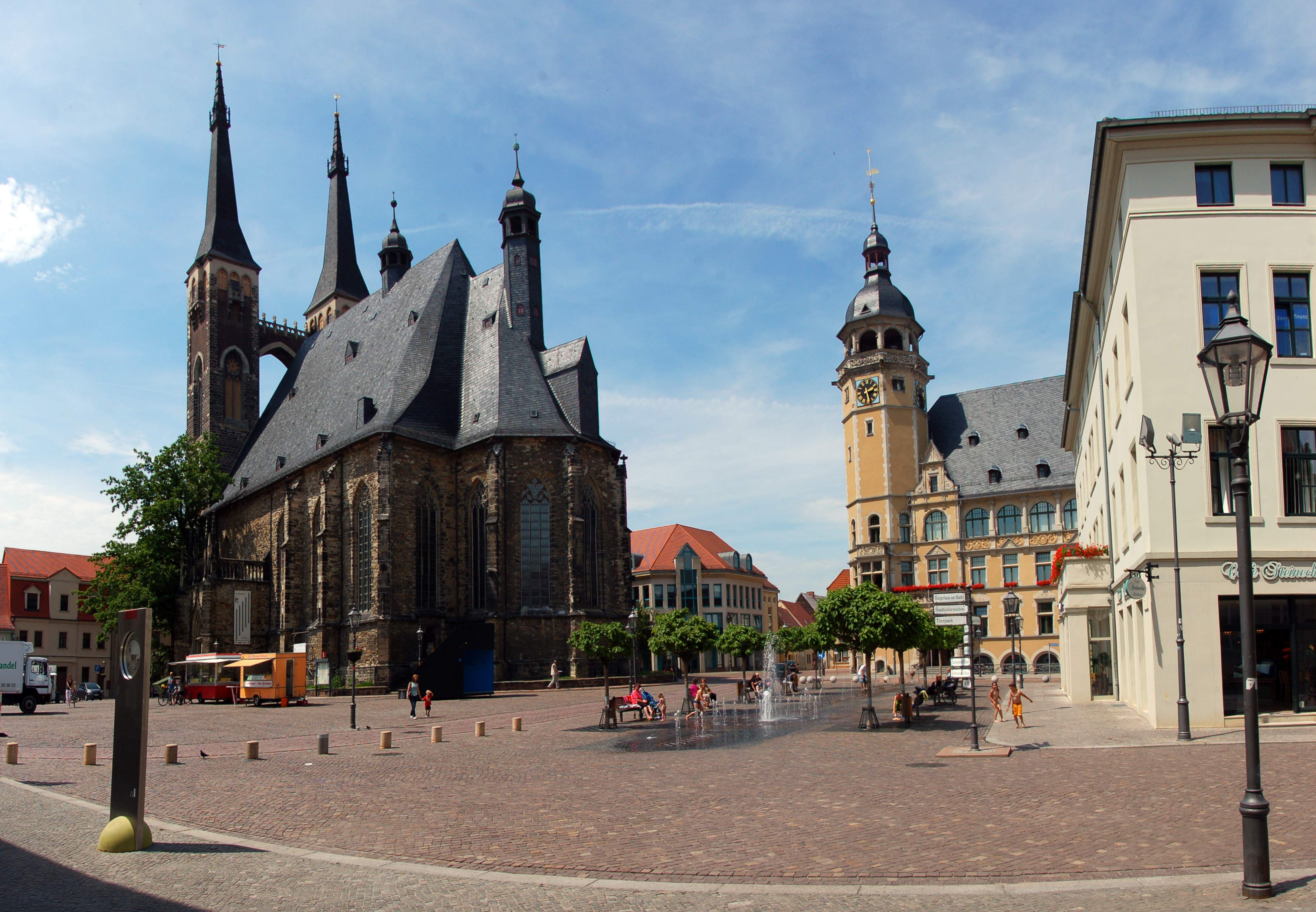
St. Jakob in Köthen

Die St.-Jakobs-Kirche ist die evangelische Stadtkirche der Stadt Köthen (Anhalt).
Sie ist der spätgotische Nachfolgebau einer romanischen Kirche aus dem 12./13. Jahrhundert. In der zweiten Hälfte des 19. Jahrhunderts wurde das Gebäude renoviert und dabei teilweise umgestaltet. Die Gruft der Kirche ist die Grablege des Fürstenhauses von Anhalt-Köthen.

## Baugeschichte und Baugestalt
Mit dem Bau der heutigen Jakobskirche wurde in der Zeit um 1400 begonnen. 1406 wurde Köthen von etwa 2000 Reisigen des Magdeburger Erzbischofs Graf Günther II. von Schwarzburg belagert und beschossen. An eines der verwendeten Geschosse soll die im Nordteil der Kirche eingemauerte Steinkugel erinnern.
Zwischen 1488 und 1513 wurde das Kirchenschiff überwölbt, nachdem fehlende Gelder durch „auswärtige“ Stiftungen und Darlehen aufgebracht wurden. Bis zum Jahr 1514 entstand dabei eine Kirche, die aus einem dreischiffigen Langhaus besteht und im Osten durch einen kurzen, eingezogenen Chor mit 5/8-Schluss abgeschlossen wird.

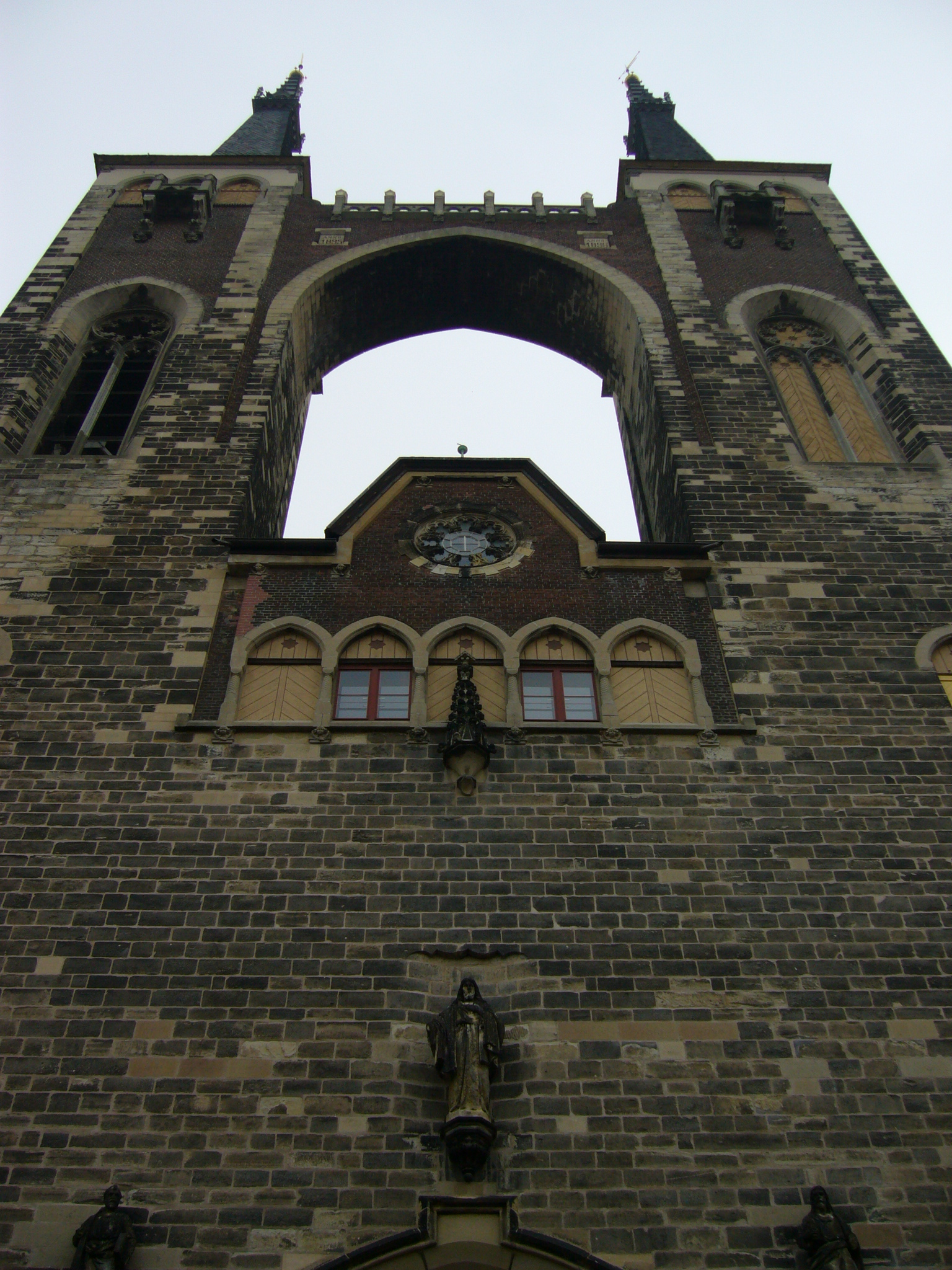
Köthen, Westtürme von St. Jakob

Ursprünglich stand vor dem Langhaus im Westen ein Turm, der jedoch im Jahr 1599 einstürzte. An seiner Stelle wurde erst in den Jahren 1896 bis 1898 unter der Leitung des Architekten Bernhard Sehring das heutige Turmpaar errichtet – mit 75 Metern die höchsten Kirchtürme in Anhalt.
1525 wurde die Reformation in Köthen eingeführt. Ab 1533 bis zu seinem Tode wirkte hier der berühmte Reformator Johann Schlaginhaufen (1498–1560). Ursprünglich katholisch, dann lutherisch, ab 1606 reformiert, diente St. Jakob stets als Pfarrkirche der Stadtgemeinde. Dies führte zu wiederholten erheblichen Änderungen vor allem des Innenraums und besonders zur Entfernung wesentlicher Teile der mittelalterlichen Ausstattung der Kirche.
An drei Seiten des Langhauses fügte man 1672 Emporen für die gewachsene Gemeinde ein. Bei der letzten großen Umgestaltung der Kirche zwischen 1866 und 1869 wurden diese jedoch wieder entfernt. Hierbei legte man auch die noch heute bestehende Fürstengruft neu an und errichtete in den jeweils östlichsten Jochen der Seitenschiffe steinerne Emporen für den Rat und das Fürstenhaus. Unter der nördlichen der beiden Emporen fand eine neue Sakristei ihren Platz. Darüber hinaus ergänzte man die Ausstattung in dieser Zeit durch einen neuen Altar, eine Kanzel und eine Orgel.
In dieser Form hat sich das Gebäude weitgehend bis heute erhalten.

## Äußeres
Die Köthener St.-Jakobs-Kirche gliedert sich im Wesentlichen in drei von außen gut zu unterscheidende Bauteile.
Im Westen steht zunächst das Turmpaar, das mit dem dazwischen liegenden Vorraum- und Emporengebäude und der Galeriebrücke den Eindruck eines riegelartigen Westbaus macht. Es hebt sich sowohl formal als auch stilistisch von der übrigen Kirche ab. So wurden, im Gegensatz zu den übrigen Außenwänden der Kirche, an den Obergeschossen der Türme und dem oberen Teil des Emporengebäudes auch Ziegelsteinverblendungen eingesetzt und für damalige Verhältnisse sehr moderne Formen für die Verzierungen gewählt.
An das Turmpaar schließt sich das Langhaus der Kirche an, welches sich über fünf Joche erstreckt und von einem hohen, schiefergedeckten Dach bekrönt wird. Den Ostabschluss bildet ein im Vergleich dazu klein wirkender, kurzer Chorbau mit polygonal gebrochenem Abschluss und steilem Dach.
Beide Dachpartien tragen jeweils einen sechs- bzw. achtseitigen Dachreiter mit nahezu identischen geschweiften Hauben sowie an der Ostseite des Chores ein großes Zwerchhaus.
An der südlichen, zum Markt der Stadt weisenden Flanke ist dem Langhaus ein flachgedeckter, mit einer Maßwerkbalustrade gezierter Anbau angefügt, der die Vorhalle des Südportals der Kirche aufnimmt.
Alle Außenwände der Kirche sind steinsichtig und werden nur durch schlichte Strebepfeiler mit sparsamen Werksteinverzierungen, einem umlaufenden Gesims unter den Fensterbänken und den dreibahnigen Fenstern mit spätgotischen Werksteinmaßwerken gegliedert.

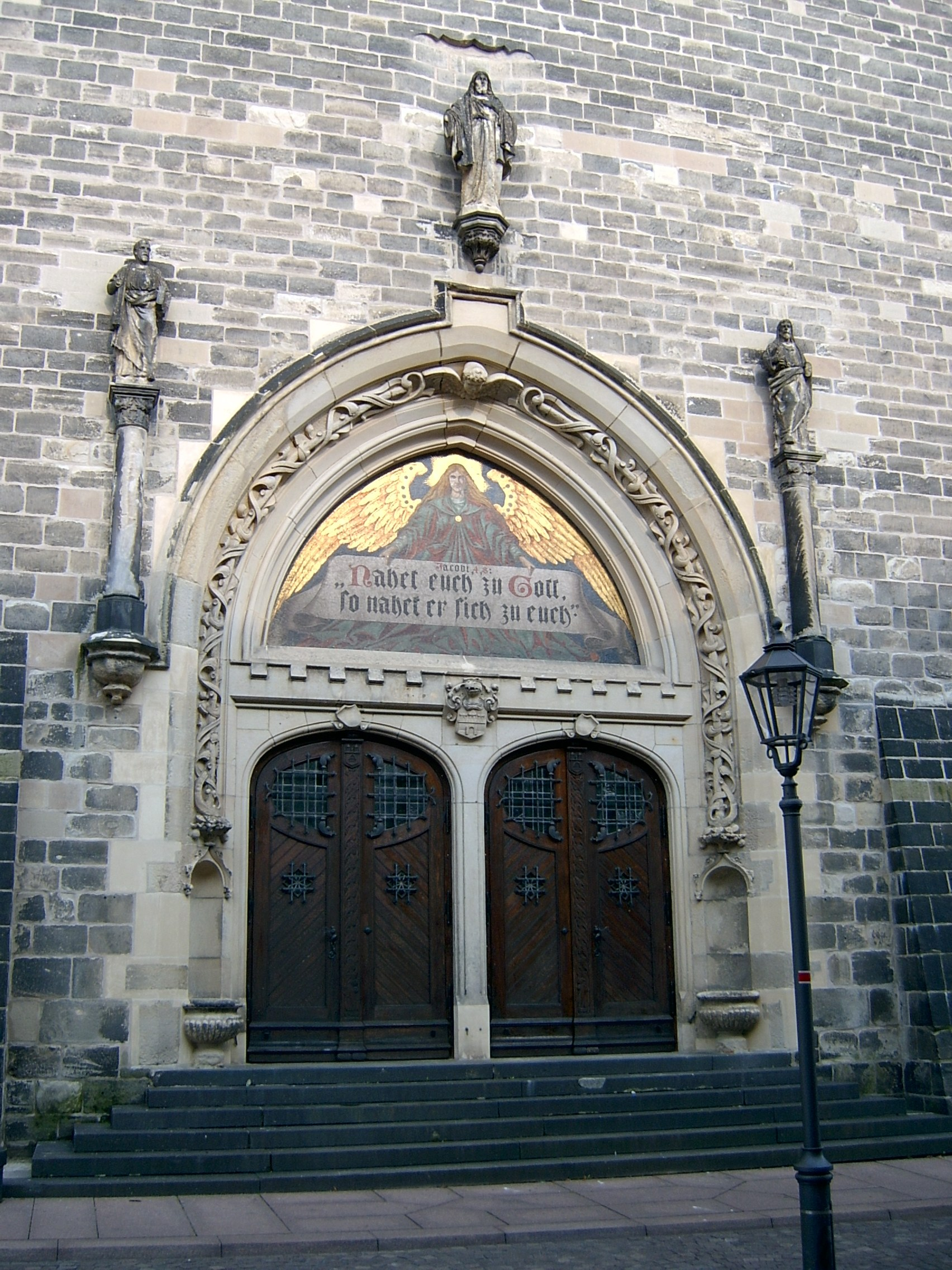
Westliches Portal

Von Westen her betritt man die Kirche durch ein Doppelportal, an dem sich gotische Stilzitate und Formen des zum Ende des 19. Jahrhunderts hin aufkommenden Jugendstils vermischen. Die beiden übrigen Portale befinden sich jeweils an der Nord- beziehungsweise an der Südseite am zweiten Joch des Langhauses.

## Inneres
Das Innere der Kirche präsentiert sich als einheitlicher, dreischiffiger Hallenraum über fünf Jochen. An diesen schließt sich im Osten ein kurzer, leicht erhöhter Chor an, der einen aus drei Seiten des Achtecks gebildeten Abschluss besitzt. Das Mittelschiff ist etwa doppelt so breit wie die beiden Seitenschiffe und wird von diesen durch achteckige Pfeiler getrennt, die in Kapitellen enden. Auf ihnen ruht ein den gesamten Innenraum überspannendes Netzgewölbe, welches mit großen, farbig gefassten Schlusssteinen geschmückt ist.
In den östlichsten Jochen der Seitenschiffe befinden sich steinerne Emporeneinbauten mit neugotischem Bauschmuck. Bei Gottesdiensten hatte auf der südlichen Empore ursprünglich das Fürstenhaus und ihm gegenüber der Rat der Stadt seinen festen Sitz. Unter der nördlichen Empore wurde die Sakristei eingerichtet.
Vor dem Aufgang zum Chor führt eine schmale, steile Treppe zur Fürstengruft hinab. Nördlich davon hat am Pfeiler die Kanzel der Kirche ihren Aufstellungsort erhalten.
Den Westabschluss der Halle bildet eine die gesamte Breite des Innenraums einnehmende Emporenanlage mit einer steinernen Maßwerkbrüstung. Unter der Empore führt ein Vorraum zum Westportal zwischen den Türmen.
Die Wände des Innenraums sind weiß getüncht. Die Pfeiler, Arkadenbögen und Gewölberippen sind steingrau und rot gefasst und mit einem weißen Fugennetz versehen. Bei der letzten Renovierung wurden die Kapitelle und Kragsteine der Pfeiler und Wandpartien mit Blattgold verziert.

### Fürstengruft
In der Gruft der Kirche St. Jakob befindet sich das Erbbegräbnis der askanischen Fürsten von Anhalt-Köthen. Folgende Mitglieder der Familie sind hier in zum Teil aufwändig verzierten Prunksärgen bestattet:
- Ludwig I. (1579–1650), Fürst von Anhalt-Köthen
- Amoena Amalie von Bentheim-Tecklenburg und Steinfurt (1586–1625), 1. Ehefrau des Fürsten Ludwigs I.
- Ludwig (1607–1624), Erbprinz von Anhalt-Köthen, Sohn des Fürsten Ludwigs I.
- Luise Amoena von Anhalt-Köthen (1609–1625), Tochter Fürsten Ludwigs I.
- Sophie zur Lippe (1599–1654), 2. Ehefrau des Fürsten Ludwig I.
- Amalie Luise von Anhalt-Köthen (1634–1635), Tochter Fürsten Ludwigs I.
- Wilhelm Ludwig (1638–1665), Fürst von Anhalt-Köthen
- Lebrecht (1622–1669), Fürst von Anhalt-Köthen
- Sophie Eleonore von Stolberg-Wernigerode (1628–1675), Ehefrau des Fürsten Lebrecht
- Emanuel (1631–1670), Fürst von Anhalt-Köthen
- Anna Eleonore von Stolberg-Wernigerode (1651–1690), Ehefrau des Fürsten Emanuel
- Johanna (1618–1676), Dechantin in Quedlinburg, Tochter des Fürsten August von Anhalt-Plötzkau
- Sophie (1627–1679), Tochter des Fürsten August von Anhalt-Plötzkau
- Elisabeth (1630–1692), Tochter des Fürsten August von Anhalt-Plötzkau
- Friederike Henriette von Anhalt-Bernburg (1702–1723), 1. Ehefrau des Fürsten Leopold
- Emanuel Lebrecht (1671–1704), Fürst von Anhalt-Köthen
- Gisela Agnes von Rath (1669–1740), Ehefrau des Fürsten Emanuel Lebrecht
- August Lebrecht (*/† 1693), Erbprinz von Anhalt-Köthen, Sohn des Fürsten Emanuel Lebrecht
- Leopold (1694–1728), Fürst von Anhalt-Köthen
- Emanuel Ludwig (1726–1728), Erbprinz von  Anhalt-Köthen, Sohn des Fürsten Leopold
- Leopoldine Charlotte (1727–1728), Tochter des Fürsten Leopold
- Gisela Auguste (*/† 1698), Prinzessin von Anhalt-Köthen, Tochter des Fürsten Emanuel Lebrecht
- Christiane Charlotte (1702–1745), Tochter des Fürsten Emanuel Lebrecht
- August Ludwig (1697–1755), Fürst von Anhalt-Köthen
- Agnes Wilhelmine von Wuthenau (1700–1725), 1. Ehefrau des Fürsten August Ludwig
- Gisela Henriette (1722–1728), Tochter des Fürsten August Ludwig
- Agnes Leopoldine (1724–1766), Tochter des Fürsten August Ludwig
- Christiane Johanne Aemilie von Promnitz (1708–1732), 2. Ehefrau des Fürsten August Ludwig
- Anna Friederike von Promnitz (1711–1750), 3. Ehefrau des Fürsten August Ludwig
- Charlotte Sophie (1733–1770), Tochter des Fürsten August Ludwig
- Karl August (1771–1793), Sohn des Fürsten Karl Georg Lebrecht
- Luise (1772–1775), Tochter des Fürsten Karl Georg Lebrecht
- Ludwig (1778–1802), Sohn des Fürsten Karl Georg Lebrecht
- Luise von Hessen-Darmstadt (1779–1811), Ehefrau des Prinzen Ludwig
- Friedrich Wilhelm August (*/† 1801), Sohn des Prinzen Ludwig
- Ludwig II. August Karl Friedrich Emil (1802–1818), 2. Herzog von Anhalt-Köthen
- Wilhelm Ernst (1717–1719), Erbprinz von Sachsen-Weimar-Eisenach, Sohn der Eleonore Wilhelmine von Anhalt-Köthen
- Heinrich (1778–1847), 4. Herzog von Anhalt-Köthen
- Auguste Reuß zu Köstritz (1794–1855), Ehefrau des Herzogs Heinrich

## Orgeln
Bis 1866 stand in St. Jakob eine Orgel von Zacharias Thayßner, die jedoch störanfällig und während Johann Sebastian Bachs Wirkungszeit (1717–1723) in Köthen sogar unspielbar gewesen sein soll.

Die jetzige Orgel wurde im Zuge der Bach-Renaissance 1872 von Friedrich Ladegast (Weißenfels) erbaut und am 15. September besagten Jahres eingeweiht. Das mechanische Instrument hat 47 Register auf drei Manualen und Pedal. Ursprünglich waren nur 40 Register vorgesehen, die Anzahl wurde in der weiteren Planung auf 44 und anschließend auf den jetzigen Umfang erhöht. Die Orgel ist vom Erbauer 1905 mit einer Barkermaschine für das Hauptwerk ergänzt worden, 1928 kam ein Motor dazu, der die Bälgetreter („Calcanten“) ablöste. 1972 wurden drei Register barockisiert, dieser Eingriff 1992 wurde rückgängig gemacht. Zuletzt wurde die Orgel 1997 umfassend restauriert. Sie umfasst 3000 Pfeifen in einer Größe zwischen zehn Zentimetern und zehn Metern. Diese sind den einzelnen Werken als Pfeifengruppen zugeordnet. 

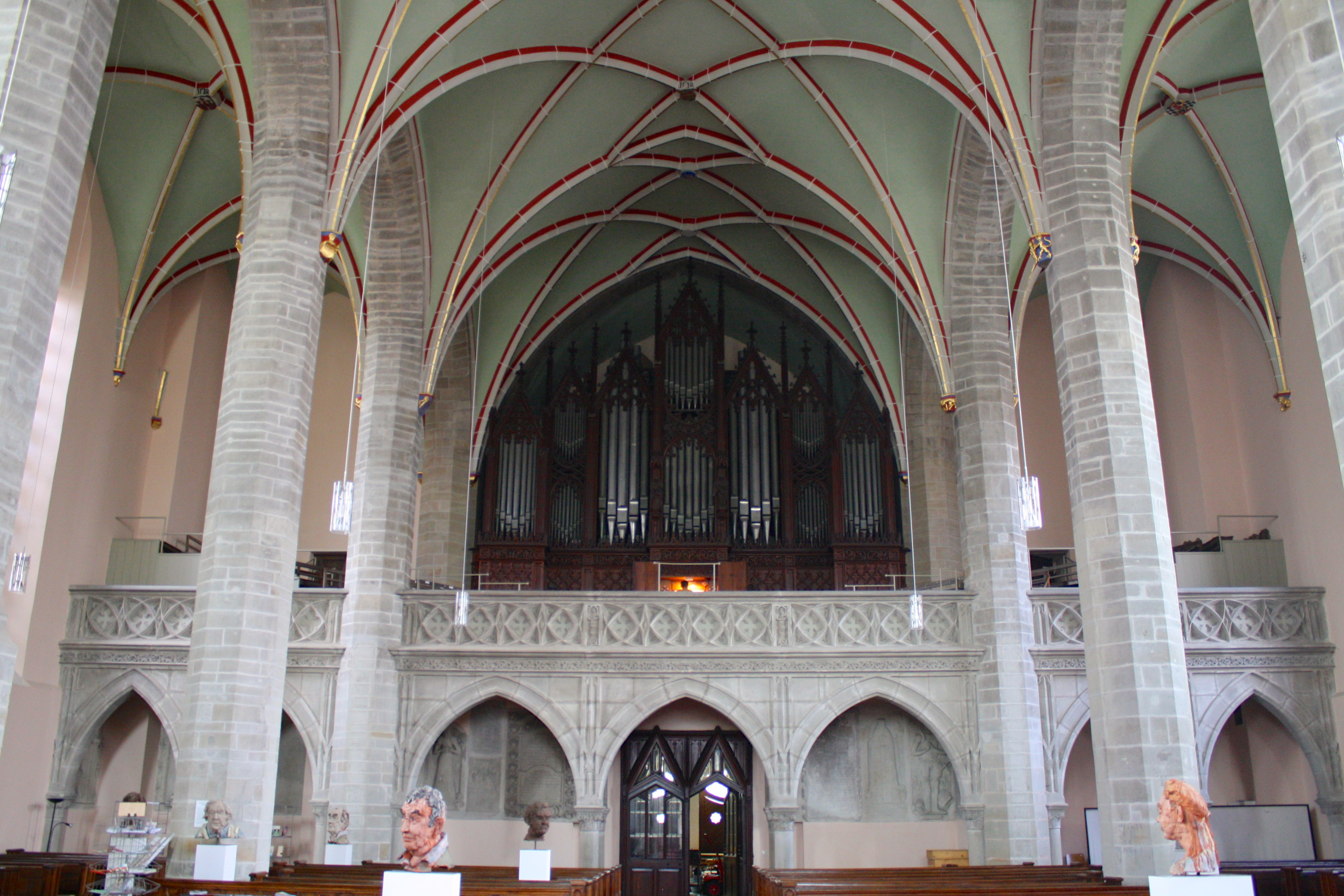
Prospekt der Ladegast-Orgel von 1872

| I Hauptwerk C–f³. |                |         |
| 1.                | Principal      | 16′     |
| 2.                | Bordun         | 16′     |
| 3.                | Principal      | 08′     |
| 4.                | Viola di Gamba | 08′     |
| 5.                | Doppelflöte    | 08′     |
| 6.                | Flauto amabile | 08′     |
| 7.                | Nasard         | 05 1⁄3′ |
| 8.                | Octave         | 04′     |
| 9.                | Gemshorn       | 04′     |
| 10.               | Rohrflöte      | 04′     |
| 11.               | Quinte         | 02 ⁄3′  |
| 12.               | Octave         | 02′     |
| 13.               | Terz           | 01 3⁄5′ |
| 14.               | Cornett II-IV  |         |
| 15.               | Mixtur IV-V    |         |
| 16.               | Trompete       | 08′     |

| II Oberwerk C–f³ |                        |        |
| 17.              | Gedackt                | 16′    |
| 18.              | Geigenprincipal        | 08′    |
| 19.              | Quintatön              | 08′    |
| 20.              | Salicional             | 08′    |
| 21.              | Rohrflöte              | 08′    |
| 22.              | Octave                 | 04′    |
| 23.              | Flauto minor           | 04′    |
| 24.              | Nasard                 | 02 ⁄3′ |
| 25.              | Octave                 | 02′    |
| 26.              | Piccolo                | 01′    |
| 27.              | Progressio harm. II-IV |        |
| 28.              | Oboe                   | 08′    |

| III Echowerk C–f³ |                 |     |
| 29.               | Gedact          | 16′ |
| 30.               | Aeoline         | 16′ |
| 31.               | Viola d’amour   | 08′ |
| 32.               | Liebl. Gedact   | 08′ |
| 33.               | Flauto traverso | 08′ |
| 34.               | Fugara          | 04′ |
| 35.               | Zartflöte       | 04′ |
| 36.               | Flautino        | 02′ |

| Pedal C– |                 |         |
| 37.      | Violon          | 32′     |
| 38.      | Principalbass 0 | 16′     |
| 39.      | Violon          | 16′     |
| 40.      | Subbaß          | 16′     |
| 41.      | Nasard          | 10 2⁄3′ |
| 42.      | Ovtavbass       | 08′     |
| 43.      | Cello           | 08′     |
| 44.      | Bassflöte       | 08′     |
| 45.      | Octave          | 04′     |
| 46.      | Posaune         | 16′     |
| 47.      | Trompete        | 08′     |

- Koppeln: OW/HW; EW/HW; HW/P
- Anmerkungen:

1. ↑  Abbildung vom Spieltisch
2. ↑  von 1972, Original von Ladegast nicht vorhanden.

## Glocken
Die Kirche besitzt heute drei Glocken in der Tonfolge es′ – g′ – c″. Die kleinste Glocke wurde um 1400 durch einen unbekannten Gießer geschaffen, die mittlere 1931 durch die Gießerei Schilling/Apolda. 2001 kam die große Glocke hinzu, die durch die Kunst- und Glockengießerei Lauchhammer geschaffen wurde. Alle Glocken hängen an geraden Jochen und werden elektrisch angetrieben.